# Списък на реките в Юта
Списъкът на реките в Юта включва основните реки, които текат в щата Юта, Съединените американски щати.
По-голямата западна част на щата е заета от Големия басейн – обширна област в САЩ, която образува вътрешен водосборен басейн. Всички реки, които текат в тази част, не достигат до никой от океаните, а се вливат в безоточни езера като Голямото солено езеро, езерата Юта и Севиър. Източната част на щата се отводнява посредством река Колорадо в Тихия океан.

## По водосборен басейн

### Тихи океан
- Колорадо
  - Сан Хуан
  - Ескаланте
  - Пария
  - Върджин Ривър
  - Дирти Девил Ривър
    - Фримонт
    - Мъди Крийк

  - Грийн Ривър
    - Сан Рафаел
    - Прайс Ривър
    - Уилоу Крийк
    - Уайт Ривър
    - Дюкен
      - Уинта
      - Лейк Форк Ривър

### Голям басейн
- Голямо солено езеро
- Беър Ривър
- Уебър Ривър
- Джордан Ривър
  - Юта Лейк
    - Провоу

- Севиър Лейк
- Севиър
  - Санпич
  - Ийст Форк Севиър Ривър
    - Отър Крийк

## По азбучен ред
- Беър Ривър
- Върджин Ривър
- Грийн Ривър
- Дирти Девил Ривър
- Дюкен Ривър
- Ескаланте
- Ийст Форк Севиър Ривър
- Колорадо
- Лейк Форк
- Мъди Крийк
- Отър Крийк
- Пария
- Прайс Ривър
- Провоу
- Санпич
- Сан Рафаел
- Сан Хуан
- Севиър
- Уайт Ривър
- Уебър Ривър
- Уилоу Крийк
- Уинта
- Фримонт